# Culinária do Maranhão
A culinária do Maranhão recebeu contribuição dos povos que influenciaram a cultura do estado: indígenas, africanos e portugueses, mesclando sabores e originando uma gastronomia própria.

## Influências
Por sua localização geográfica, sua culinária recebeu tanto influências amazônicas como nordestinas (também pelas migrações de nordestinos para o Maranhão em razão das secas).
Destaca-se o tempero diferenciado, fazendo uso de ingredientes como cheiro-verde (coentro e cebolinha verde), cominho em pó, pimenta-do-reino e vinagreira.
Além do consumo de frutos do mar, os indígenas deixaram como contribuição o consumo do beiju (tapioca), da macaxeira e de farinhas de mandioca.
Os africanos contribuíram com pratos como o vatapá, o caruru, o sarrabulho, a galinha d"angola, leite de coco e dendê.

## Frutos do mar e peixes
Com 640 km de litoral (o segundo maior do Brasil), é marcante a presença de frutos do mar na culinária, como camarão, sururu, sarnambi, caranguejo, siri, e peixes como a pescada, peixe-pedra, peixe-serra, piaba, robalo, tainha, curimbatá, mero, bagre, cascudo, traíra, surubim e outros peixes de água doce e salgada, compondo a identidade da culinária maranhense.
Alguns dos pratos à base de frutos do mar e peixes são: o Camarão ao alho e óleo, Camarão Ensopado, Caranguejada, Carangueijo Toc Toc, Peixada Maranhense, Peixe Escabeche, Caldeirada de camarão, Peixe frito, Peixe assado, Sururu ao leite de coco, Torta de camarão, Torta de sururu, Torta de caranguejo, Patinha de caranguejo, Creme de camarão, dentre outros.

## Arroz
O arroz tem grande destaque na culinária maranhense, em razão da sua larga produção desde o período colonial, sendo preparado das mais diversas formas, como papa, bolo ou arroz doce; ou temperado com camarão, carne seca, feijão ou pequi.
Alguns pratos feitos a base de arroz no Maranhão são: o arroz de cuxá (o principal prato da culinária maranhense, que leva vinagreira, camarão, farinha de mandioca e gergelim), arroz baião de dois, arroz maria-izabel, arroz de jaçanã, arroz de toucinho, arroz de marisco, arroz de caranguejo, arroz de camarão, dentre outros.

## Farinha de mandioca

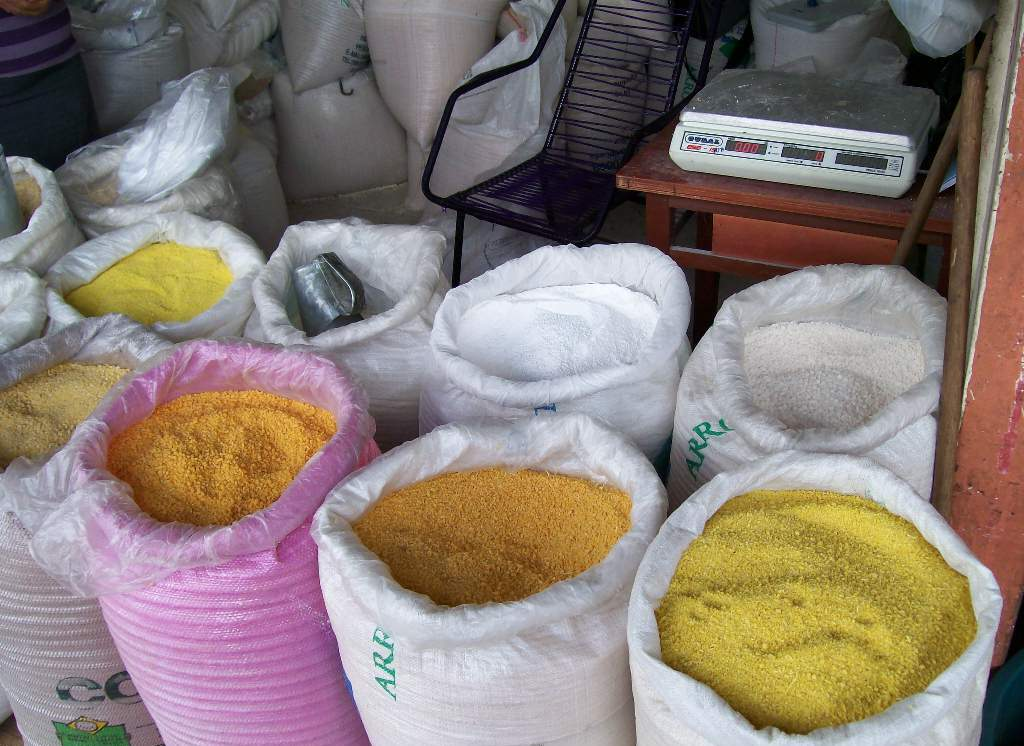
Vários tipos de farinhas de mandioca vendidas em Imperatriz (MA).

Um importante elemento da mesa maranhense é a farinha de mandioca, sendo encontrada em diversas variedades e servindo de acompanhamento para várias refeições:
- Farinha D’água ou de puba –  em seu preparo não possui adições de outros elementos. É ideal para todos os tipos de comida.[2]

- Farinha Biriba – produzida em Pinheiro, com crocância similar a um biscoito de água e sal.[2]
- Farinha Lavada – sua cor é branca e não possui sabor. Na sua fabricação são retiradas todas as “impurezas” da mandioca.[2]
- Farinha de Farofa –  preferida dos turistas por possuir um aspecto mais fino.[2]
- Farinha Seca – possui a cor branca e é refinada, ideal para fazer farofas.
- Farinha de Manteiga – feita com manteiga de garrafa.[2]
- Farinha de Coco – com sabor de coco acentuado, ideal para comidas secas.[2]

## Bebidas

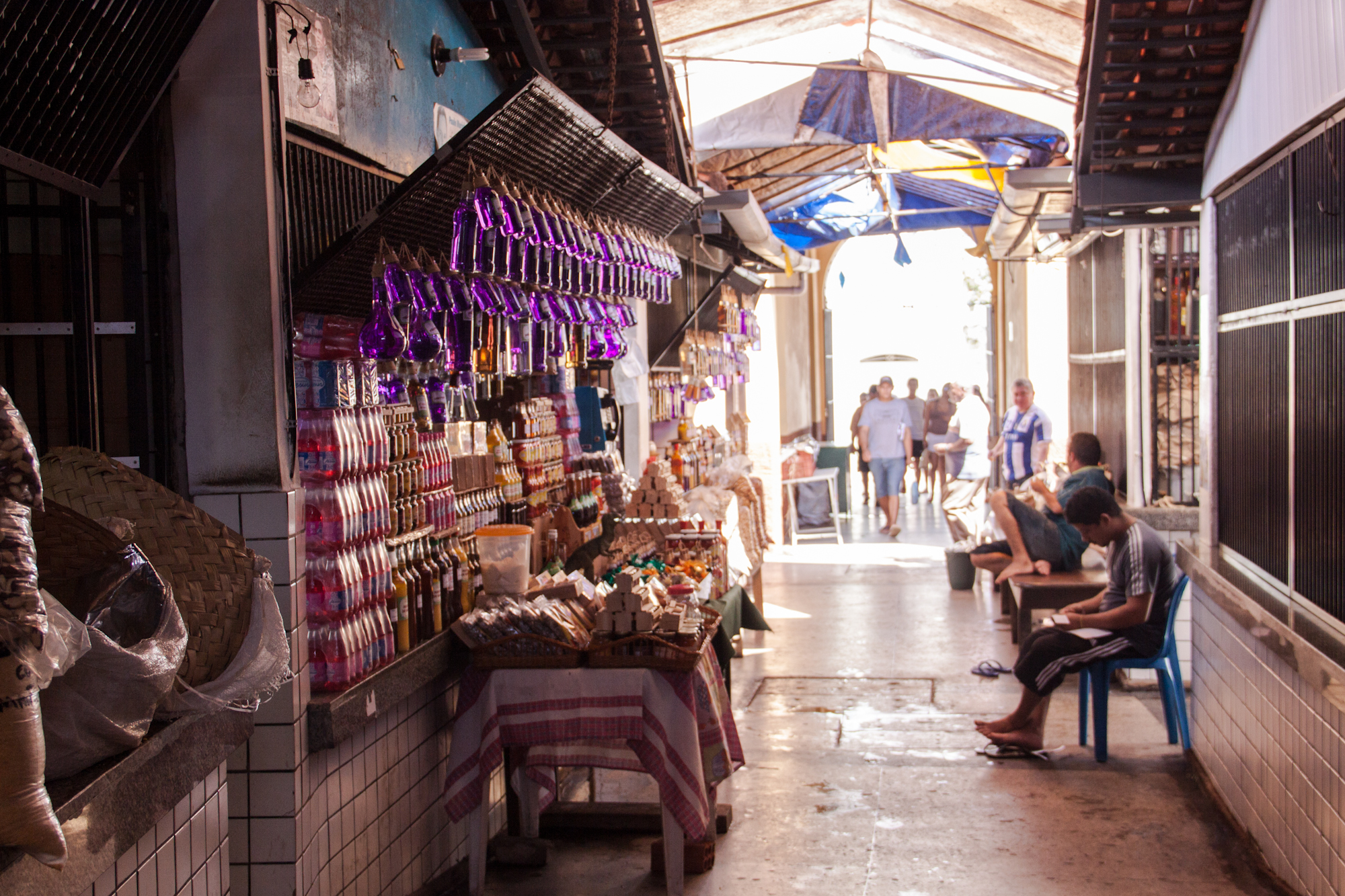
Tiquira vendida no Mercado das Tulhas, em São Luís.

#### Tiquira
A tiquira é uma bebida de produção completamente artesanal de herança indígena e que tem como principal insumo a mandioca.
Sua etimologia vem do tupi e quer dizer ‘gota’, uma referência ao processo de destilação. Possui alto teor alcoólico, variando de 30 a 54%.

#### Juçara
A juçara (ou açaí) é muito apreciada pelos maranhenses, consumida com farinha, camarão, peixe, carne-de-sol ou mesmo na forma de suco, sorvete e pudim.
Dada a importância da juçara na cultura maranhense, é realizada anualmente a Festa da Juçara.

#### Sucos
Também são típicos do Maranhão sucos feitos com as frutas regionais, como cupuaçu, bacuri, caju, acerola, cajá, graviola, murici, maracujá, buriti e outras.

#### Guaraná Jesus
Há também o tradicional refrigerante Guaraná Jesus, de cor rosa com sabor adocicado, lembrando vagamente tutti-frutti.

#### Cerveja Magnífica
Em dezembro de 2018, a Ambev lançou uma cerveja com comercialização e fabricação exclusivas do Maranhão. A Cerveja Magnífica gera uma receita que anualmente supera os R$ 700 milhões.

## Sobremesas
Dentre os bolos consumidos pelos maranhenses, podem ser destacados o bolo de macaxeira e o de tapioca.
As sobremesas típicas da mesa maranhense são os doces portugueses e uma infinidade de doces, pudins e sorvetes feitos de frutas nativas como bacuri, buriti, murici, jenipapo, pitomba, tamarindo, caju, cupuaçu, jaca, ou o abacaxi de Turiaçu (famoso pelo sabor doce), entre outros. Há também o conhecido doce de espécie.
O sorvete artesanal de coco é vendido por ambulantes, que utilizam uma colher de metal para tirar o sorvete de uma caixa de isopor e o servem em uma casquinha artesanal crocante.
Há o mingau de milho e o de tapioca.
O leite do babaçu e o óleo (ou azeite) extraído de suas amêndoas são usados na alimentação; a farinha do mesocarpo de babaçu é um complemento alimentar rico em amidos e sais minerais, utilizada em bolos, pães e mingau.

## Outros pratos
Além de consumir outros pratos como arroz de cuxá, também há o cozidão, sarrabulho, dobradinha, mocotó, carne-de-sol, galinha ao molho pardo, todos acompanhados de farinha d'água.
A panelada, um cozido preparado a partir das vísceras da vaca, é popular em Imperatriz, segunda maior cidade no interior do estado, é oferecida em diversos pontos da cidade.
O Museu da Gastronomia Maranhense é um museu localizado na cidade de São Luís, no Maranhão, em seu Centro Histórico, com uma proposta de oferecer ao visitante uma experiência pelos sabores da culinária local, permitindo o conhecimento da cultura maranhense por meio de suas iguarias. Também busca a valorização da gastronomia local como elemento da identidade cultural.

## Risco de extinção de ingredientes tradicionais
Alguns ingredientes fundamentais da culinária maranhense, como o coco babaçu, o buriti, o bacuri e o sururu, enfrentam risco de desaparecimento devido a mudanças nos hábitos alimentares, perda de biodiversidade e redução do conhecimento tradicional associado ao seu preparo. Esses alimentos, além de possuírem qualidades gastronômicas únicas, estão profundamente ligados à identidade cultural do Maranhão, representando saberes transmitidos por gerações, muitas vezes de forma oral.

Iniciativas como o catálogo Arca do Gosto, criado em 1996 pelo movimento Slow Food, buscam identificar e preservar alimentos ameaçados em todo o mundo, incluindo produtos brasileiros. Para serem listados, os ingredientes devem ter produção artesanal, vínculo com o território e risco de extinção — critérios que se aplicam a diversos itens da gastronomia local, como a batata-doce roxa, o pequi e o murici, outrora comuns nos lares maranhenses.